# ジョン・マコーネル・ブラック
ジョン・マコーネル・ブラック（John McConnell Black、1855年4月28日 - 1951年12月2日）はスコットランド生まれで、オーストラリアに帰化した植物学者である。オーストラリアの植物の図鑑、"The Naturalised Flora of South Australia"を出版した。

## 略歴
スコットランドのWigtownの銀行家の家に4人兄弟の3人目の子として生まれた。姉にコミック・オペラ、「ギルバート・アンド・サリヴァン」の上演およびプロモーションを行ったドイリー・カーテ・オペラ・カンパニーを経営したリチャード・ドイリー・カーテ（Richard D'Oyly Carte）の妻になり、後にカンパニーの経営を引き継いだヘレン・カーテ（Helen Carte）がいる。エディンバラ・アカデミーやTaunton College Schoolで学んだ後、ドイツのドレスデンの商業学校で学んだ。1877年に兄とともに南オーストラリアに移住し、銀行家の職は得られなかったので、1787年から小麦栽培の農場を経営した。言語学の知識を持ち、多くの外国の言葉を理解し、1877年にオーストラリアに帰化した後はアボリジニの言語や乾燥地域の植物相に興味を持った。1915年から1920年の間にアボリジニの言語の語彙に関する3つの論文を発表した。
穀物の栽培の収益が低いので、1883年に農場をやめ、アデレードに移りジャーナリストとして新聞社（South Australia Register）で働いた。1903年に母親が亡くなり、遺産を相続し、新聞社をやめ、南アメリカ、ヨーロッパを旅し、オーストラリアに戻った後は、植物分類学の研究に専念した。1913年に姉のヘレン・カーテが亡くなり遺産を相続した。
何作かのオーストラリアの植物に関する著作を出版し、図版は自ら描いた。生物学を学んだことはなかったが、南オーストラリアでは最も知られた植物学者（分類学者）として評価された。個人標本館を設立し後にそれをアデレード大学に寄付した。
1927年にアデレード大学の名誉講師に選ばれ、1930年にロンドン・リンネ協会の名誉準会員(Associate honoris causa)に選ばれた。サウスオーストラリア王立協会から1930年にジョセフ・ヴェルコ・メダル、オーストラリア・ニュージーランド科学振興協会からフェルディナント・フォン・ミューラー・メダルを受賞した。1933年からサウスオーストラリア王立協会の会長を務めた。1946年にオーストラリアの自然科学の発展に貢献した人物に送られるクラーク・メダルを受賞した。

## 著作
- The Naturalised Flora of South Australia, 1909
- The Flora of South Australia, 4 Bände, 1922–1929
- The Flora of South Australia, 改訂版 第1巻, 1943
- The Flora of South Australia, 改訂版 第2巻, 1948
- The Flora of South Australia, 改訂版 第3巻, 1952 (没後に出版)